# Billy Preston
Billy Preston (Houston, Texas, 1946. szeptember 2. – Scottsdale, Arizona, 2006. június 6.), kétszeres Grammy-díjas amerikai zenész, virtuóz billentyűs, különösen Hammond orgonán. Egyaránt otthonosan szerepelt az R&B, rock, soul, funk és gospel zene területén.
Stúdió- és kísérőzenészként vált ismertté a 60-as években, miután olyan hírességekkel dolgozott együtt, mint Little Richard, Sam Cooke, Ray Charles és a The Beatles. Később szólókarriert is csinált, de folytatta kísérőzenészi munkáját is Joe Cocker, Eric Clapton, a Beatles felbomlása után George Harrison és a The Rolling Stones lemezein és koncertjein való közreműködéssel. Ő az egyetlen zenész, aki Beatles lemezen (az 1969 áprilisában megjelent kislemezen), a Get Back c. dalnál úgy szerepelhetett, mint: "A Beatles Billy Prestonnal". Csak Tony Sheridan szerepelt rajta kívül így Beatles lemezen, régen, a hamburgi korszakban, de azon a lemezen a fiúk Tony kísérőzenészei voltak, és a nevük is úgy hangzott: The Beat Brothers.

## Korai évek
Preston Houstonban született, majd 3 éves korában a család Los Angelesbe költözött. Ott kezdett el zongorázni, anyja ölében ülve. Őstehetségnek tartották, már 10 évesen több gospel énekest kísért a színpadon, pl. Mahalia Jackson, James Cleveland és Andrae Crouch. 11 évesen a Cole nemzeti TV show-ban Fats Domino slágerét, a Blueberry Hillt énekelte, s egy évvel később W.C. Handy életrajzi filmjében a fiatal Handy-t játssza.
1962-ben Preston Little Richard zenekarában orgonált, és hamburgi fellépésük idején volt alkalma találkozni a Beatlessel.

## Preston és a Beatles
Prestont sokan az 5. Beatle-nek is nevezték. John Lennon a Get Back felvételénél való közreműködése során fel is vetette a zenekarhoz való csatlakozásának ötletét, de Paul McCartney ellenvetése az volt, hogy négy ember között is éppen elég nehéz az állandó összhangot megtalálni. Preston később is dolgozott a Beatlessel a Get Back vendégzenészeként, részt vett azoknak az anyagoknak a felvételén is, amelyekből később kiválogathatták a Let It Be c. film és nagylemez dalait. Szerepelt az un. háztető-koncertjükön (rooftop concert), amely a Beatles utolsó nyilvános zenekari megjelenése volt. Az a megbecsülés, hogy a Get Back című dal " A Beatles és Billy Preston " előadói felirattal jelent meg, híven tükrözi Preston játékának jelentőségét a lemezen, muzsikája az elektromos orgonán végig kiemelkedik és egy terjedelmes szólója is hallható rajta. Preston zenél az Abbey Road c. albumon is, közreműködik az I Want You (She's So Heavy) és a Something c. dalokban.

## A Beatles után
Preston még 1969-ben szerződést írt alá az Apple Records lemezkiadóval, amelyet 1971-ben bontott fel. A Beatles feloszlása után a legszorosabb kapcsolata George Harrisonnal maradt. A 70-es években különböző Harrison-szólóalbumokon szerepelt, jelentős közreműködője volt a Harrison és Ravi Shankar által 1971-ben szervezett jótékonysági koncertnek, a Concert for Bangladesh-nek, és elkísérte George-ot az 1974-es észak-amerikai turnéjára is. Harrison halála után fellépett a 2002-es Concert for George emlékkoncerten, amelynek színhelye a londoni Royal Albert Hall volt. Preston közreműködött John Lennon és Ringo Starr  szólólemezein is. 
A 70-es évek derekán, Preston szólókarrierje csúcsán volt. Az 1972-es Outa-Space c. dala az amerikai Billboard 100-as listáján 2. lett és megkapta a Grammy-díjat (Grammy Award for Best Pop Instrumental Performance).
Preston a Rolling Stones több lemezén és turnéján is közreműködött.
1978-ban Robert Stigwood filmjében, a Sgt. Pepper's Lonely Hearts Club Band–ben tűnik fel Bors őrmester szerepében. A film elég lazán kapcsolódik a Beatles azonos című albumához, az utolsó előtti dal azonban a Get Back, amit Preston énekel.